# 746
746(칠백사십육)은 745보다 크고 747보다 작은 자연수다.

## 수학
- 합성수로, 그 약수는 1, 2, 373, 746이다. 진약수의 합은 376이므로, 746은 부족수다.
- {\displaystyle 746=11^{2}+25^{2}}
- {\displaystyle 89^{6}-1}은 746으로 나누어떨어진다.

## 과학
- NGC 746: 안드로메다자리 방향에 있는 불규칙은하.
- 746 말루(영어판): 소행성.

## 교통

### 항공
- 이란 아세만 항공 746편 추락 사고(영어판) (1994년)

### 철도
- 서울 지하철 7호선 가산디지털단지역의 역번호.

### 도로
- 현도 제746호선

## 군사
- 746 해군 항공대(영어판): 과거 존재한 영국의 해군 항공대.
- U-746(영어판): 제2차 세계 대전에 사용된 나치 독일의 군용 잠수함.

## 문화유산
- 대한민국의 보물 제746호: 성석린 고신왕지

## 기타
- 연도: 746년, 기원전 746년